# Llista de monuments de la província de Barcelona
Llista de monuments de la província de Barcelona inclosos en l'Inventari del Patrimoni Arquitectònic Català. Inclou els inscrits en el Registre de Béns Culturals d'Interès Nacional (BCIN) amb una classificació arquitectònica, els Béns Culturals d'Interès Local (BCIL) immobles i la resta de béns arquitectònics integrants del patrimoni cultural català.
L'any 2009, la província de Barcelona tenia 701 béns culturals d'interès nacional, entre ells 659 monuments històrics, 18 conjunts històrics, 2 llocs històrics i 1 jardí històric, a més de les zones arqueològiques i paleontològiques.
Diverses obres modernistes estan declarades Patrimoni de la Humanitat per la UNESCO en dos conjunts:
- Obres d'Antoni Gaudí: Parc Güell, Palau Güell, Casa Milà, Cripta i façana del Naixement de la Sagrada Família, Casa Vicens, Casa Batlló, Cripta de la Colònia Güell
- Obres de Lluís Domènech i Montaner: Palau de la Música Catalana, Hospital de la Santa Creu i Sant Pau

Província de Barcelona

Les llistes estan dividides per comarques, desglossades en llistes municipals en els casos més estesos i per districtes o barris en els casos de Barcelona i Mataró.
- Llista de monuments de l'Alt Penedès
- Llista de monuments de l'Anoia
- Llista de monuments del Bages
- Llista de monuments del Baix Llobregat
- Llista de monuments del Barcelonès
  - Llista de monuments de Barcelona
- Llista de monuments del Berguedà
- Llista de monuments del Garraf
- Llista de monuments del Lluçanès
- Llista de monuments del Maresme
  - Llista de monuments de Mataró
- Llista de monuments d'Osona
- Llista de monuments del Vallès Occidental
- Llista de monuments del Vallès Oriental

El municipi de Fogars de la Selva està inclòs en la llista de monuments de la Selva.
Per àmbits funcionals territorials, la província està desglossada en:
- Llista de monuments de la Catalunya Central
- Llista de monuments de l'Àmbit Metropolità de Barcelona

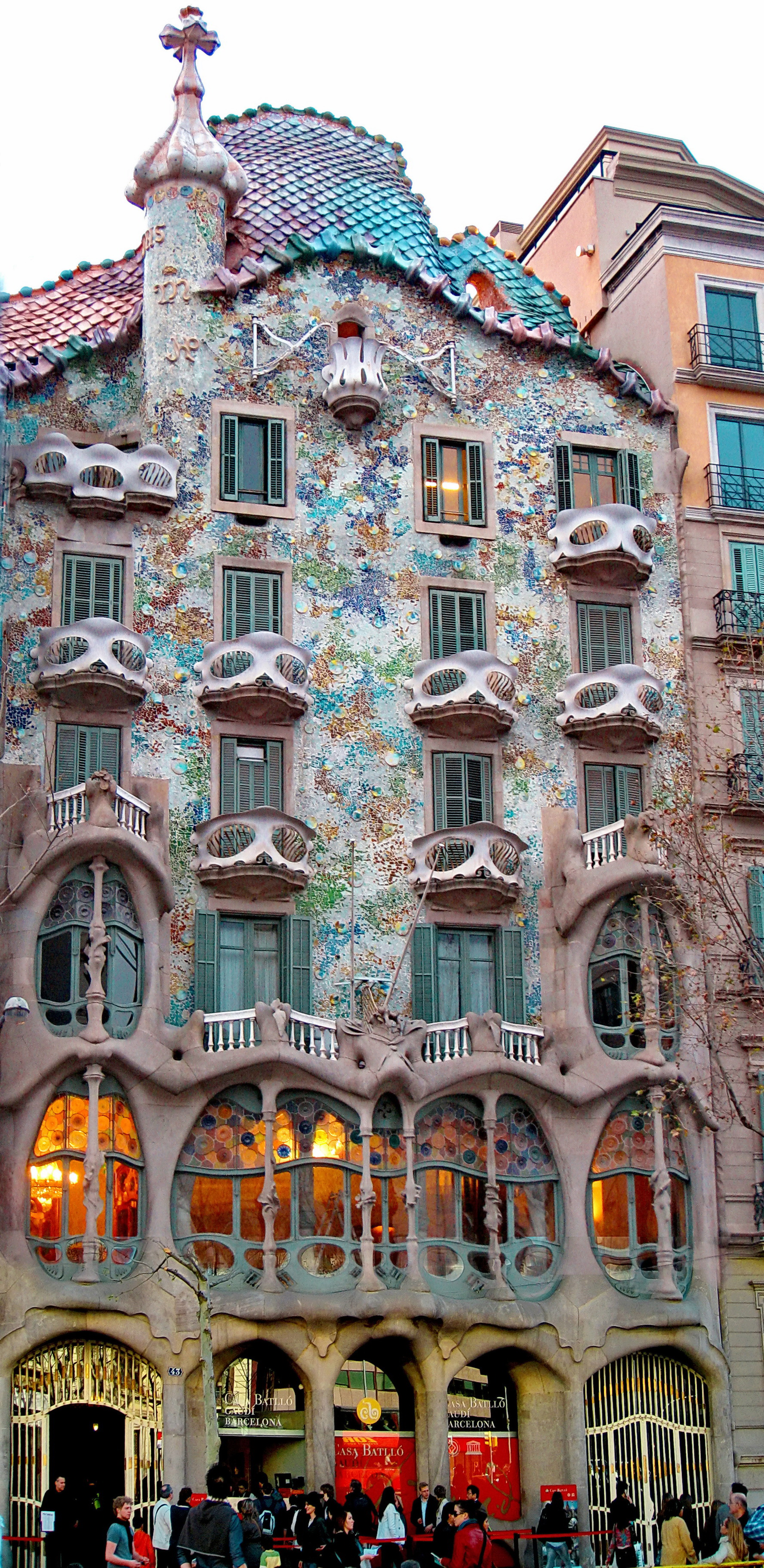
Casa Batlló
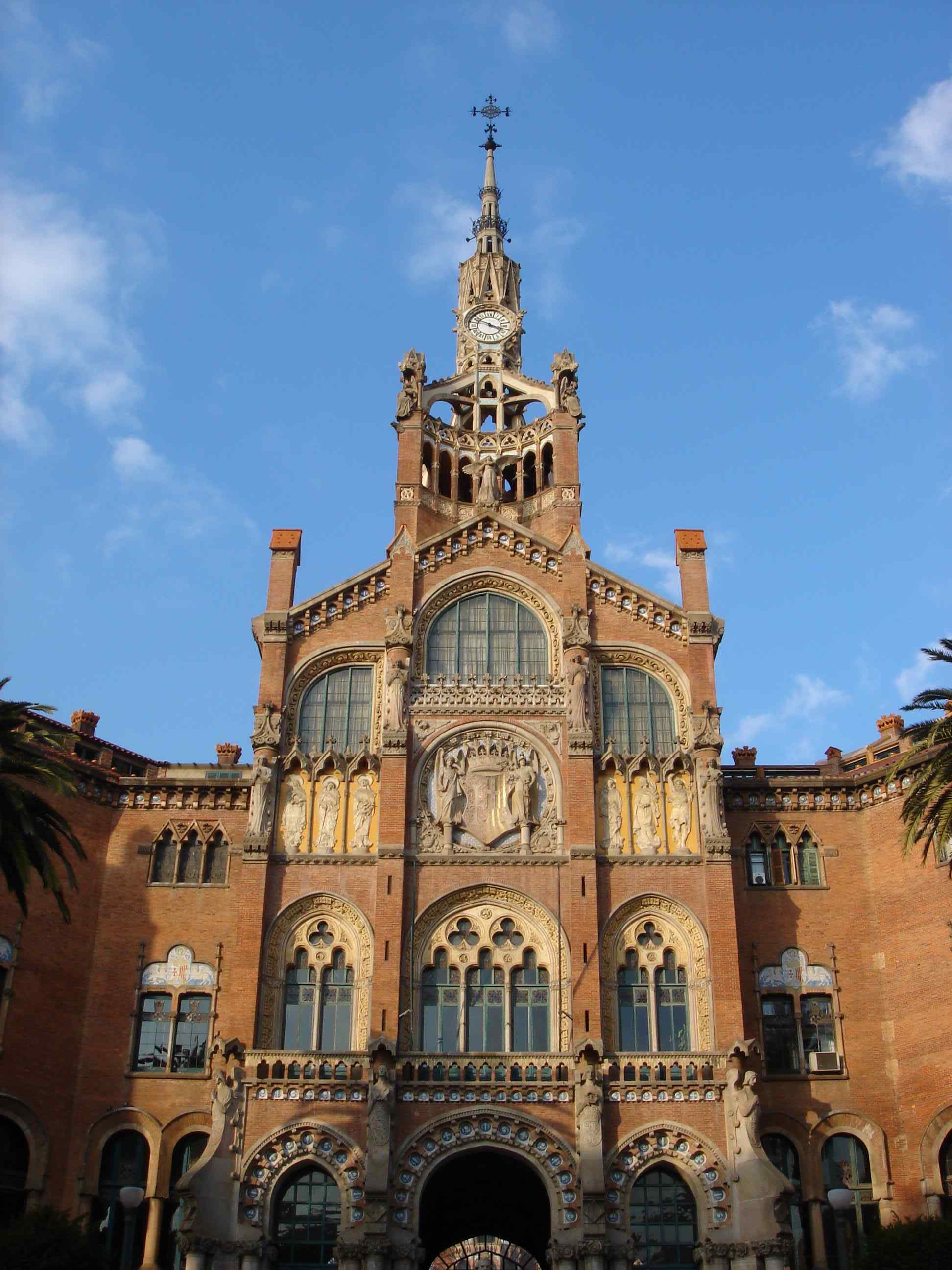
Hospital de la Santa Creu i Sant Pau
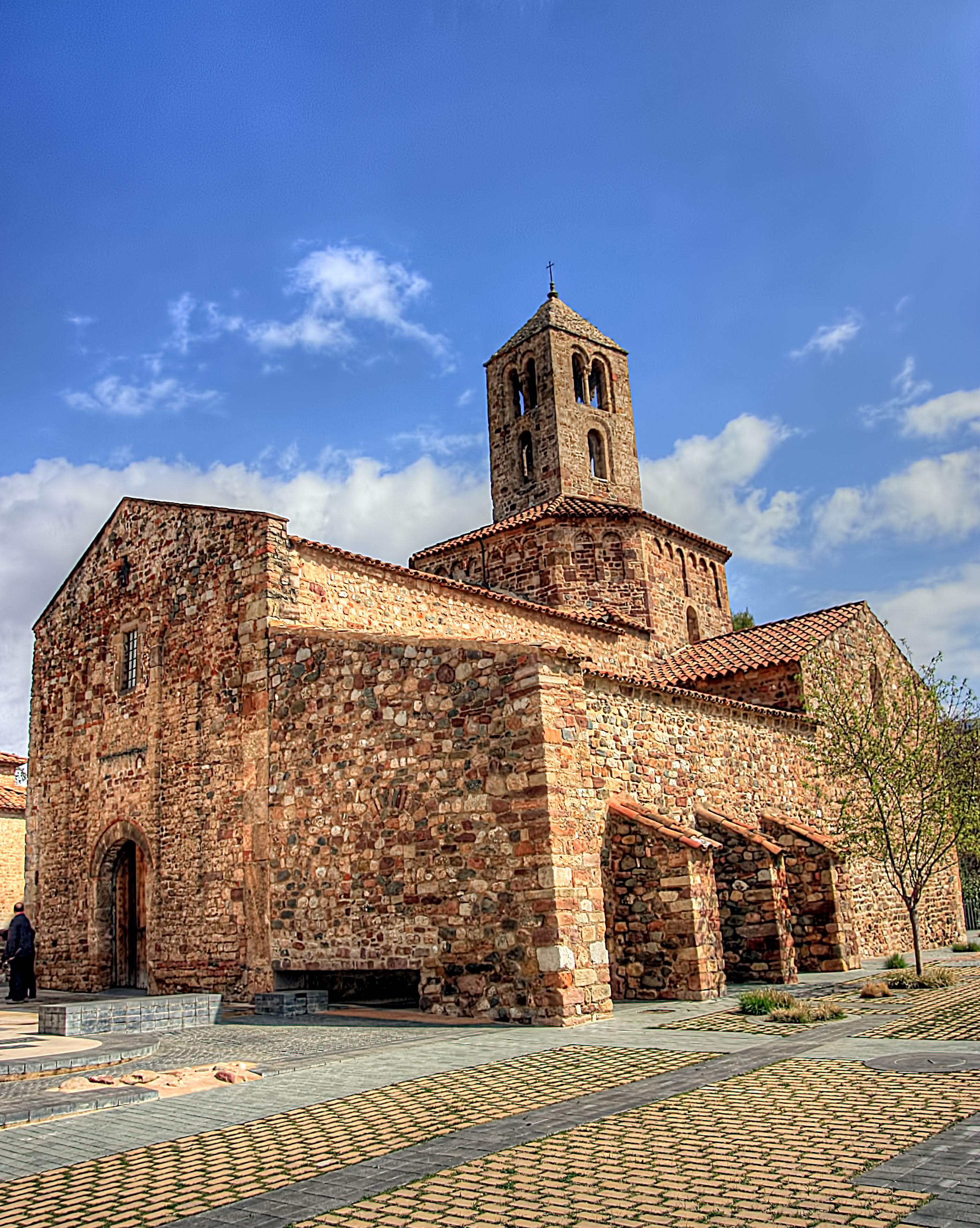
Esglésies de Sant Pere de Terrassa
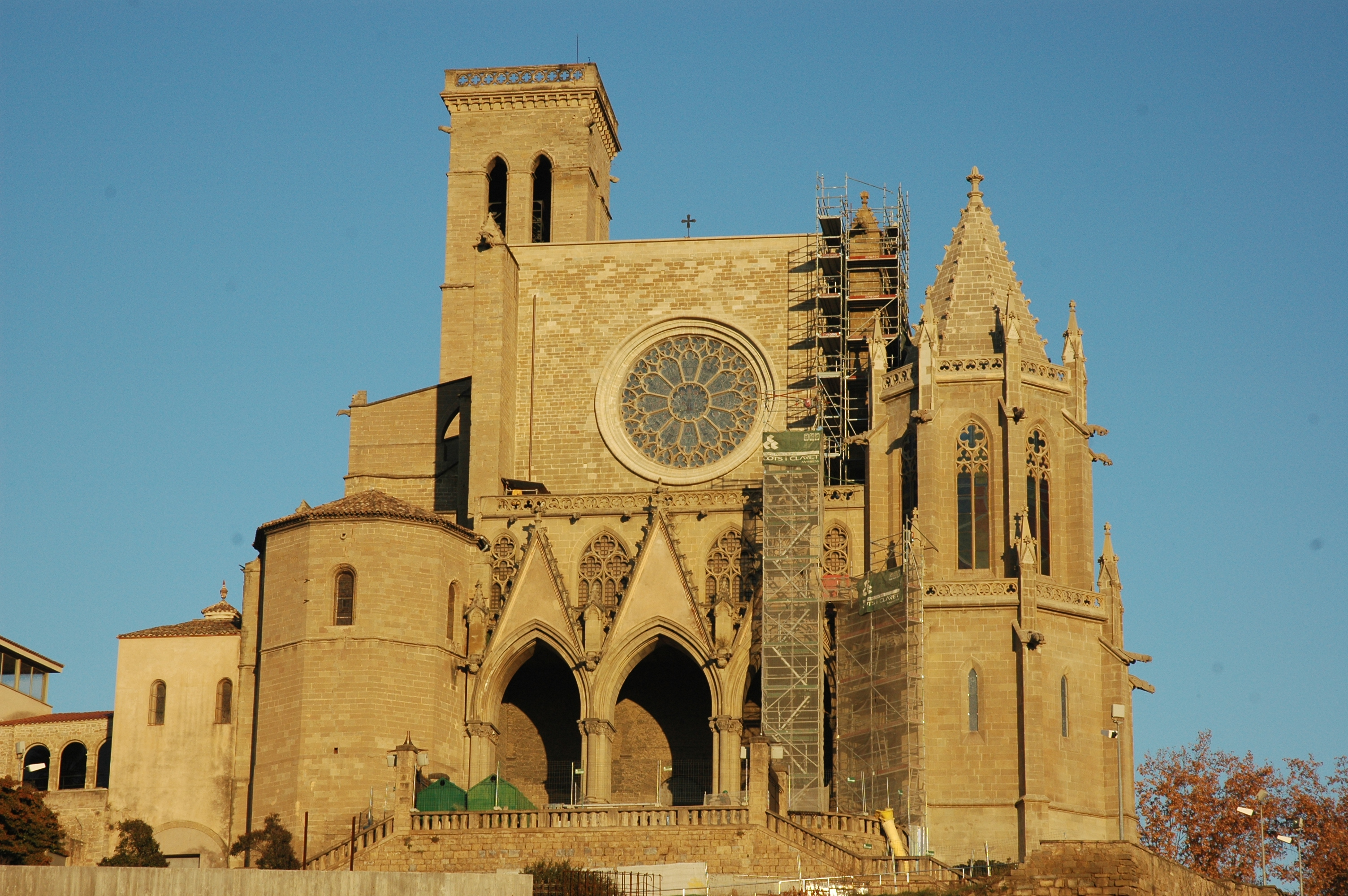
Seu de Manresa